# 智東站
智東站（日语：／ Chitō eki */?）是位於日本北海道名寄市智惠文的已廢鐵路車站，在廢站之前本是北海道旅客鐵道（JR北海道）宗谷本線沿線的車站之一。由於地處偏僻，周邊沒有民居，經常被歸類為秘境車站之一。由於後期乘客量過少，1987年4月1日起降格為在冬季停止營運的臨時車站，2005年12月1日起不再停靠列車，2016年3月18日起廢站。
車站名稱來自其位於的地名。由於它位於舊時「智恵文村」的東面，故稱為「智東」。在1982年度，每天使用人次約為3人。

## 歷史
- 1924年（大正13年）6月1日 - 日本國有鐵道智東站啟用，一般站。
- 1984年（昭和59年）11月10日 - 停止售票及剪票業務，車站無人化。但仍然配置負責閉塞的職員。
- 1986年（昭和61年）11月1日 - 導入CTC，正式成為無人站。
- 1987年（昭和62年）4月1日 - 日本國鐵正式民營化並進行分割，車站劃歸由JR北海道繼承。車站降級為臨時站。冬季時，所有列車都不會停靠本車站。
- 2006年（平成18年）
  - 3月18日 - 由於使用量過低，車站正式停用。（實際上的最後營業日為2005年（平成17年）11月30日）
  - 7月3日 - 小型站房等設施遷移至美深礦車王國重新利用。
  - 7月中 - 車站設備被徹走。

## 停用前車站構造
- 側式月台
- 1面1線
- 一個用車掌車改裝的小型站房

## 車站周邊
車站周圍完全沒有任何民居。後期的使用者主要為前往飛鏃山（ピヤシリ山）及九度山的登山人士。
- 金毘羅大權現碑
- SUPORO碑
- 比翼瀑布、辰光瀑布
- 住友橡膠鄧祿普輪胎名寄測試場
- 天鹽川

## 相鄰車站
北海道旅客鐵道
宗谷本線
日進－（臨）智東－北星

## 外部連結
- （日語）全驛參觀之旅 （页面存档备份，存于）